# ISO 1234
ISO 1234 er en ISO-standard for en split.
| Gevind    | M1      | M1,2    | M1,6  | M2   | M2,5 | M3,2  | M4    |
| --------- | ------- | ------- | ----- | ---- | ---- | ----- | ----- |
| Højde a:  | 0,8     | 1,25    | 1,25  | 1,25 | 1,25 | 1,6   | 2     |
| Højde b:  | 3       | 3       | 3,2   | 4    | 5    | 6,4   | 8     |
| Bredde c: | 1,8     | 2       | 1,6   | 2    | 2,5  | 3,2   | 4     |
| Hul Ø:    | 1       | 1,2     | 1,6   | 2    | 2,5  | 3,2   | 4     |
| Skrue Ø:  | 3,5-4,5 | 4,5-5,5 | 5,5-7 | 7-9  | 9-11 | 11-14 | 14-20 |
| Clevis Ø: | 3-4     | 4-5     | 5-6   | 6-8  | 8-9  | 9-12  | 12-17 |

| Gevind    | M5    | M6,3  | M8    | M10   | M13    | M16     |
| --------- | ----- | ----- | ----- | ----- | ------ | ------- |
| Højde a:  | 2     | 2     | 2     | 3,2   | 3,2    | 3,2     |
| Højde b:  | 10    | 12,6  | 16    | 20    | 26     | 32      |
| Bredde c: | 9,2   | 11,8  | 15    | 19    | 24,8   | 30,8    |
| Hul Ø:    | 5     | 6,3   | 8     | 10    | 13     | 16      |
| Skrue Ø:  | 20-27 | 27-39 | 39-56 | 56-80 | 80-120 | 120-170 |
| Clevis Ø: | 17-23 | 23-29 | 29-44 | 44-69 | 69-110 | 110-160 |